# بازی‌های آسیایی ۲۰۳۰
بازی‌های آسیایی ۲۰۳۰ (عربی: دورة الألعاب الآسیویة 2030، آوانگاری: Dawrat al-ʼAl‘ab al-Asīawīah 2030) بیست و یکمین دوره بازی‌های آسیایی است که طبق برنامه در سال ۲۰۳۰ در دوحه، قطر برگزار خواهد شد.
بازی‌های آسیایی ۲۰۳۰ دومین دوره از بازی‌های آسیایی خواهد بود که در قطر برگزار خواهد شد. همچنین دومین دوره از این بازی‌ها خواهد بود که در شبه جزیره عربستان برگزار می‌شود. علاوه بر این، برای نخستین بار در تاریخ برگزاری این بازی‌ها، دو دوره متوالی از بازی‌های آسیایی در شبه جزیره عربستان برگزار خواهد شد؛ بازی‌های آسیایی ۲۰۳۰ به میزبانی قطر و بازی‌های آسیایی ۲۰۳۴ به میزبانی عربستان سعودی. دوحه چهارمین شهر در آسیا خواهد بود که دو بار میزبان بازی‌های آسیایی بوده است. در این دوره از بازی‌ها از بسیاری از زیرساخت‌های ساخته شده برای بازی‌های آسیایی ۲۰۰۶ و جام جهانی فوتبال ۲۰۲۲ استفاده خواهد شد.